# Conan, a barbár (film, 1982)
A Conan, a barbár (eredeti címén Conan the Barbarian) 1982-ben bemutatott amerikai kalandfilm. A filmet John Milius rendezte, és Milius és Oliver Stone írták. A főszerepben Arnold Schwarzenegger látható, a film pedig Robert E. Howard Conan, a barbár című regényhősén alapul.

## Cselekmény
A film a címadó hősről szól, aki gyerekkorában látta, ahogy szüleit meggyilkolta Thulsa Doom, egy gonosz varázsló és szektavezér, és ezért bosszút áll.

## Szereplők
| Szerep                | Színész               | Magyar hang     | Magyar hang     |
| Szerep                | Színész               | 1. szinkron     | 2. szinkron     |
| --------------------- | --------------------- | --------------- | --------------- |
| Conan, a barbár       | Arnold Schwarzenegger | Zágoni Zsolt    | Széles Tamás    |
| Thulsa Doom           | James Earl Jones      | Kránitz Lajos   | Gesztesi Károly |
| Osric király          | Max von Sydow         | Varga Tamás     | Gruber Hugó     |
| Valeria               | Sandahl Bergman       | Illés Györgyi   | Ősi Ildikó      |
| Subotai               | Gerry Lopez           | F. Nagy Zoltán  | Boros Zoltán    |
| A boszorkány          | Cassandra Gava        | Biró Anikó      | Juhász Judit    |
| A varázsló / Narrátor | Mako                  | Halmágyi Sándor | Maros Gábor     |
| A hercegnő            | Valérie Quennessen    | N/A             | Urbán Andrea    |
| Rexor                 | Ben Davidson          | N/A             | Faragó András   |
| Conan apja            | William Smith         | Tardy Balázs    | Szokolay Ottó   |

## Fogadtatás
A film mára kultikus státuszt ért el. 1982. május 14-én mutatták be az Egyesült Államokban. 68 millió dolláros bevételt hozott világszerte a pénztáraknál. A Rotten Tomatoes oldalán 64%-ot ért el. 1984-ben folytatás készült, Conan, a pusztító címmel. A film a pozitív kritikák mellett negatív kritikákat is kapott. A Metacritic oldalán 43 pontot ért el a százból. 2011-ben remake készült a filmből.

## Magyarul
- L. Sprague de Camp–Lin Carter: Conan, a barbár. A világhírű film könyve John Milius és Oliver Stone forgatókönyve alapján; Cherubion, Debrecen, 1995